# Sant Vicent de sa Cala
Sant Vicent de sa Cala är en ort i Spanien.   Den ligger i regionen Balearerna, i den östra delen av landet, 500 km öster om huvudstaden Madrid. Sant Vicent de sa Cala ligger 9 meter över havet och antalet invånare är 337.
Terrängen runt Sant Vicent de sa Cala är kuperad västerut, men åt sydost är den platt. Havet är nära Sant Vicent de sa Cala åt nordost.  Närmaste större samhälle är Santa Eulària des Riu, 11,3 km söder om Sant Vicent de sa Cala. 